# Bestla (astronomia)
Bestla, o Saturno XXXIX, è un satellite naturale irregolare del pianeta Saturno.

## Scoperta
Bestla è stata scoperta da una squadra di astronomi dell'Università delle Hawaii nel 2004; l'annuncio della scoperta è stato fatto il 4 maggio 2005 da Scott S. Sheppard, David C. Jewitt, Jan Kleyna e Brian G. Marsden. Le lastre fotografiche che hanno reso possibile la scoperta risalivano al periodo compreso fra il 13 dicembre 2004 e il 5 marzo 2005.

## Denominazione
Il satellite ha ricevuto la denominazione ufficiale nel marzo 2007 con il nome di Bestla, una figura della mitologia norrena, sposa di Borr e madre di Odino, Víli e Vé. L'oggetto era precedentemente noto mediante la designazione provvisoria S/2004 S 18, assegnata dall'Unione Astronomica Internazionale.

## Parametri orbitali
Il satellite è caratterizzato da un movimento retrogrado. Ha un diametro di 7 km e orbita attorno a Saturno in 1088 giorni, a una distanza media di 20.192.000 km, con un'inclinazione orbitale di 147° rispetto all'eclittica (151° rispetto al piano equatoriale di Saturno) e un'eccentricità di 0,5145. Osservazioni iniziali del 2005 avevano indicato un'eccentricità molto alta di 0,77.
Come molti altri satelliti irregolari esterni del pianeta gigante, l'eccentricità orbitale di Bestla varia a causa del meccanismo di Kozai. Il periodo orbitale è di 14,6238±0,0001 ore.
Come Kiviuq è probabilmente un asteroide binario a contatto, poiché la sua curva di luce mostra forti variazioni di luminosità e un massimo a plateau che non è presente negli altri satelliti irregolari.